# Alboy
Alboy es una localidad y pedanía española perteneciente al municipio de Genovés, en la provincia de Valencia, Comunidad Valenciana. Está situada en la parte suroriental de la comarca de La Costera. Cerca de esta localidad se encuentran los núcleos de Játiva, Genovés capital y Bellús.

## Historia
Hasta su expulsión fue un pueblo de moriscos que inicialmente dependió eclesiásticamente de la colegiata de Játiva y desde 1574 a la parroquia de Genovés. El señorío del lugar perteneció a los Sanz y más tarde al conde de Rótova. Alboy existió como municipio independiente hasta el 23 de diciembre de 1845, cuando fue agregado a Genovés.

## Demografía
Según el Instituto Nacional de Estadística de España, en el año 2024 Alboy contaba con 8 habitantes censados, lo que representa el 0,28% de la población total del municipio.

### Evolución de la población
| Gráfica de evolución demográfica de Alboy entre 2014 y 2024 |
|                                                             |
| Datos según el nomenclátor publicado por el INE.            |

## Comunicaciones
Algunas distancias entre Alboy y otras ciudades:
| Ciudades              | Distancia (km) |
| --------------------- | -------------- |
| Játiva                | 5              |
| Genovés               | 8              |
| Valencia              | 66             |
| Alicante              | 103            |
| Castellón de la Plana | 139            |

## Patrimonio
La iglesia del lugar —actualmente ermita— está dedicada a San Juan Bautista Niño, y antiguamente a la Virgen. La antigua iglesia, como el núcleo histórico de población, fue declarado bien inmueble de relevancia local. En esta zona se encuentran, además, las Arcadas de Alboy, un antiguo acueducto que forma parte del canal de Bellús a Játiva declarado bien de interés cultural.